# 教会で死んだ男
『教会で死んだ男』（きょうかいでしんだおとこ、英題：Sanctuary）は、1982年（底本は1951年と1961年）に早川書房より刊行されたアガサ・クリスティの推理小説の短編集、および収録されている短編のタイトル。全13編からなる。
基本的に、それぞれエルキュール・ポアロ（11編）、ミス・マープル（1編）を主人公とする推理小説であるが、「洋裁店の人形」だけは怪奇小説である。

## 底本と早川書房版
本作は1951年に刊行された『The Under Dog and Other Stories』（『「負け犬」ほか』）と、1961年に刊行された『Double Sin and Other Stories』（『「二重の罪」ほか』）を底本とする早川書房オリジナルの短編集である。拾遺集である『マン島の黄金』を除いて、早川より出版された最後のクリスティ短編集であり、既に出版済みの短編集収録作品との重複を避けるため、底本と比較して以下の作品が収録されなかった。
- The Under Dog and Other Stories
  - 「負け犬」 （『クリスマス・プディングの冒険』に収録）
- Double Sin and Other Stories
  - 「クリスマス・プディングの冒険」 （ここでは "The Theft of the Royal Ruby" という別題、『クリスマス・プディングの冒険』に収録）
  - 「グリーンショウ氏の阿房宮」 （『クリスマス・プディングの冒険』に収録）
  - 「最後の降霊会」 （『死の猟犬』に収録）

早川書房版としては最終の短編集となっているが、収録作品の発表自体は1920年代のものが多く、英版では『Poirot's Early Cases』（ポアロ初期の事件簿）として取りまとめられた初期のポアロシリーズ短編集との重複も多い。特に『ビッグ4』（1927年刊行）や『ヘラクレスの冒険』（1947年刊行）にも主要人物として登場するヴェラ・ロサコフ伯爵夫人の初登場作である「二重の手がかり」は1923年発表である。

## 他作品との関係
収録されたいくつかの話の中には、ほぼ同一プロットの別作品が存在する。
- 潜水艦の設計図 - 短編「謎の盗難事件」（短編集『死人の鏡』収録）
- プリマス行き急行列車 - 長編『青列車の秘密』

また、「マーケット・ペイジングの怪事件」は短編「厩舎街の殺人」（短編集『死人の鏡』収録）と非常によく似ている。
先述のように、早川書房版では出版順序が逆転しているため、本作に収録されている方が初期作である。

## 各話あらすじ

### 戦勝記念舞踏会事件
（原題: The Affair at the Victory Ball）（1923年）主人公: エルキュール・ポアロ
ジャップ警部は、最近行われた戦勝記念の仮装舞踏会で起こった奇妙な出来事について、ポアロに捜査協力を依頼する。若いクロンショー卿を筆頭に6人のグループが「コンメディア・デッラルテ」の衣装で参加していた。クロンショー卿はアルレッキーノ、伯父のユースタス・ベルタン卿はプルチネッラ、アメリカ人未亡人のマラビー夫人はパンチネロに扮した。ピエロとピエレットはクリストファー・デビッドソン夫妻（デビッドソンは舞台俳優）、そして最後にクロンショー卿と婚約していると噂される女優、ココ・コートニーがコロンビーナに扮していた。
この夜は、クロンショーとコートニーが最初から険悪な雰囲気なのが周囲には明らかだった。コートニーは泣きながらクリストファー・デビッドソンにチェルシーにある自分のアパートまで送ってくれるように頼んだ。二人が去ると、クロンショー卿の友人が、ボックス席から舞踏会を見下ろしているアルレッキーノを見つけ、メインフロアに降りてこいと声をかけた。クロンショー卿はボックス席を出て仲間に加わったが、その後姿を消した。その10分後、彼は夕食会場の床の上で刺殺されているのが発見された。コートニーはコカインの過剰摂取によりベッドで死んでいるのが発見され、その後の審問で彼女が薬物中毒であったことが判明した。ポアロは調査を開始し、クロンショー卿が麻薬に断固反対していたこと、ベルテンの衣装にはこぶとフリルがあること、夕食の部屋にカーテンのかかった凹みがあることを発見し、皆を困惑させる。彼は自分のアパートに関係者を集め、逆光のスクリーンを使って6つの衣装をシルエットで紹介するが、実際は5人だったことを明かす。ピエロのゆったりとした衣装の下には、より細身のアルレッキーノの衣装が隠されていたのだった。デビッドソンは飛び上がってポアロを罵倒するが、すぐにジャップに逮捕される。
ポアロは、ナイフがクロンショー卿に突き刺さった強さから、犯人は男であることを明らかにする。死体が硬直していたことから、死後しばらく経っており、ボックス席の中で目撃されてから床で死体として発見されるまでの10分の間に殺されたのではないと考えられる。したがって、アルレッキーノと思われたのはクロンショー卿とは別人である。ベルタンの衣装はあまりに精巧で、すぐに着替えることができないので、ベルタンである可能性は無い。デビッドソンは先にクロンショー卿を殺し、その死体をカーテンのかかった窪みに隠した後、コートニーを家に送っていき、彼女に薬を過剰摂取させた後、すぐにその場を去った。殺人の動機は、彼がコートニーに麻薬を提供しており、クロンショー卿がそれを知って暴露しようとしていたためであった。

### 潜水艦の設計図
（原題: The Submarine Plans）（1923年）主人公: エルキュール・ポアロ
夜遅く、ポアロに国防省から依頼の手紙が届く。急行すると、次期首相とも目される大臣から直々に数時間前に盗まれた最新鋭潜水艦の設計図の捜査を頼まれた。

### クラブのキング
（原題: The King of Clubs）（1923年）主人公: エルキュール・ポアロ
ロンドン郊外のストリータムに住むオグランダー一家から警察に通報が入る。彼らが自宅の居間でブリッジをしていると、フランス窓が開き、血の付いたドレスを着た女性がよろめきながら入ってきて、「殺人よ！」と言って倒れたという。一家は医者と警察を呼び寄せ、警察は隣の別荘で演劇界の興行主ヘンリー・リードバーンの死体を発見する。彼は書斎で頭を鈍器で殴られていた。死体を発見した女性は、有名な踊り子ヴァレリー・サンクレアであった。
ポアロのもとに、この踊り子との結婚を望むモーラニア王国のポール王子が訪ねてくる。リードバーンはヴァレリーに一方的な想いを抱いていたという。ポール王子とヴァレリーが前週会った透視能力者は、トランプからクラブのキングのカードを裏返し、ある男が彼女に危険をもたらすと予言していた。王子は、ヴァレリーがこれをリードバーンのことだと解釈して彼を襲ったのではないかと恐れいていた。
ポアロがオグランダー家を訪れると、客間のテーブルには中断していたブリッジのカードが残されている。この家にヴァレリーがまだ滞在しており、彼女はリードバーンから脅されてはいたが自分は犯人ではないと言う。その夜彼から呼び出されて家に行ったが、彼と話していたところに、カーテンの裏に隠れていた浮浪者のような男が襲ってきたため、彼女はオグランダー家の灯りの方へ逃げ出したのだと言う。客間に戻ったポアロは、ブリッジのカードの中にクラブのキングが無いことに気づく。ポアロは、クラブのキングを箱の中に見つけ、オグランダー夫人に警察は真相にたどり着かないだろうと言い、クラブのキングを夫人に返してそれが唯一の不手際だったと告げる。
ポアロはヘイスティングスに真相を話す。オグランダー家のブリッジテーブルは、事件後に彼らがアリバイ工作で用意したものだった。リードバーンを殺したのは一家の息子であり、ヴァレリーと一緒にリードバーンと対峙しに行ったときに暴力に発展したのだと思われる。ヴァレリーはオグランダー家の別居中の娘であった。
浮浪者の件は彼女の作り話だったが、警察はそれを信じ、彼女はポール王子と無事結婚できることになる。

### マーケット・ベイジングの怪事件
（原題: The Market Basing Mystery） (1923年)主人公: エルキュール・ポアロ
お手伝いの女性と2人暮らしの独身男が自殺した。しかし、自殺にしては怪しい点が多すぎる。最近住み込み始めたパーカー夫妻も怪しい。自殺に見せかけた他殺の可能性も指摘される中、偶然居合わせたポアロが捜査を始める。

### 二重の手がかり
（原題: The Double Clue）（1923年）主人公: エルキュール・ポアロ
ポアロは、様々なアンティーク貴金属の収集家であるマーカス・ハードマンから、宝石盗難の捜査を依頼される。彼が自宅で小さなティーパーティーを開き、中世の宝石のコレクションを客に見せていたが、後にその金庫が荒らされて宝石が盗まれていることが分かった。容疑者はそこに来ていた4人の客、すなわち、ロンドンに来たばかりの南アフリカの大富豪ジョンストン、ロシア革命からの難民であるヴェラ・ロサコフ伯爵夫人、ハードマン氏の代理人の若者バーナード・パーカー、盗癖がある叔母を持つ社交界のレディ・ランコーンであった。
ポアロは犯行現場を調べ、金庫を開けるときに使われた男性用手袋と「BP」のイニシャルが入ったシガレットケースを発見する。バーナード・パーカーを訪ねて確認すると、手袋は自分のものだと言うがシガレットケースは自分のではないと言う。その日、ロサコフ伯爵夫人がポアロを訪ね、ポアロがパーカーを疑っていることに憤慨する。ポアロは伯爵夫人が本物のロシア人ではないと疑っていたが、このとき感銘を受けて彼女がロシア人であることを認める。その夜、ヘイスティングスはポアロがロシア語文法の本を読んでいるのを目撃する。
翌日、ポアロはハードマンを訪ね、泥棒が誰であるかを告げる。収集家は驚き、警察を巻き込まずに問題を収めるようポアロに任せる。ポアロはヘイスティングスを伴って伯爵夫人を訪ね、冷静に自分のタクシーが待っていること、彼女が宝石を渡してくれればありがたいことを伝える。伯爵夫人は同じく冷静にそれを受け入れる。伯爵夫人は、ポアロが傑出した好敵手であることを認め、二人は円満に別れる。ポアロもまた彼女に感銘を受ける。彼はヘイスティングスに、手袋とシガレットケースという2つの手がかりがあったことがかえって怪しかったのだと話す。片方は本物で、もう片方は間違いであった。シガレットケースはパーカーのものではなかったので、そちらが本物の手がかりだったのだろう。ケースは伯爵夫人のもので、そのイニシャルであるVRはキリル文字でВРであることを、ポアロはロシア語の文法書から知ったのだった。

### 呪われた相続人
（原題: The Lemesurier Inheritance）（1923年）主人公: エルキュール・ポアロ
先祖の殺人によって代々、長男は短命で家を相続できないと云う曰く付きの一族がある。このことを話してくれたヘイスティングの友人（当時の当主の長男）も相続直前に亡くなった。それから数年後、現当主はその友人の叔父だったが、彼の幼い長男が3度死にかける。我が子が心配になった夫人は、ポアロに捜査を依頼する。

### コーンウォールの毒殺事件
（原題: The Cornish Mystery）（1923年）主人公: エルキュール・ポアロ
コーンウォールの小さな町ポルガーウィズに、歯科医の夫と二人で暮らしている中年女性ペングリー夫人は近頃食後に体調を崩すようになった。医師の診断は急性胃炎だったが、夫が毒を盛ったのではないかという疑いから、ポアロに相談する。彼女の主張の根拠は、彼女が体調を崩すのがきまって夫が家にいる日であること、未使用だったはずの除草剤のビンが半分に減っていたことくらいしかなかった。ペングリー氏が妻を殺そうとする金銭的な動機はなさそうであったが、彼女は夫が職場の若い受付嬢と浮気しているのではないかと疑っている。この家にはもう一人、姪のフレダ・スタントンが住んでいたが、彼女は前の週にペングリー夫人と口論になり、8年間住んだこの家を出ていた。
翌日、ポアロとヘイスティングスがコーンウォールに到着する直前にペングリー夫人が死亡する。ポワロは夫人の主治医に話を聞く。次に夫人の姪フレダ・スタントンとジェイコブ・ラドナーに会い、二人が婚約していること、フレダと叔母の間の争いの原因は、叔母が年甲斐もなくラドナーに夢中になっていたからであることを告げられる。
ポアロとヘイスティングスはロンドンに戻るが、ペングリー夫人の遺体が発掘され、ヒ素の痕跡が見つかったという噂が広まり、新聞で事件を追うことができるようになる。夫のペングリー医師が逮捕され、殺人の罪で起訴される。公判に出席したポワロは、ラドナーを事務所に呼び、あらかじめ作っておいた自白書にサインするよう迫る。彼はペングリー夫妻の財産をフレダに継がせて手に入れるため、一方を殺してもう一方にその罪を着させようと計画していた。そのためにペングリー夫人をたぶらかし、夫が彼女を毒殺しようとしているという疑いを植え付けた。ポワロは、自白書にサインすればそれを警察に知らせるまで24時間待ってやるからその間に逃げられると持ちかけ、ラドナーはサインをして急いで出て行く。ポワロはヘイスティングスに、ラドナーが有罪である本当の証拠はなく、ペングリー医師を無罪にするためにはこれが唯一の選択肢であったと打ち明ける。彼は、スコットランドヤードならラドナーに追いつけるだろうと確信しているのだった。

### プリマス行き急行列車
（原題: The Plymouth Express）（1923年）主人公: エルキュール・ポアロ
プリマス急行に乗っていた海軍の若い将校が、座席の下に女性の死体を発見する。被害者はルパート・キャリントンの夫人フロッシーで、オーストラリアの鉱山王ゴードン・ハリデイの娘であった。ハリデイはポアロに事件の調査を依頼する。彼女は結婚前、ド・ラ・ロシュフール伯爵という冒険家と付き合っていたが、父親が英国に連れ戻した。その後、キャリントンと結婚するが、彼は借金まみれのギャンブラーで、夫としてふさわしくないことが判明し、別居を発表するところだった。その夫は事件当時町を離れていたが、彼女の遺言は夫にすべてを残すことになっていた。
ポアロとヘイスティングスはハリデイ氏を訪ねる。フロッシーが最後に目撃されたのは、彼女がイングランド南西部のハウスパーティに出席するため、そこで身につける高価な宝石を携えて出かけるところだった。パディントン駅から列車に乗り、ブリストル駅でプリマス行きの電車に乗り換える予定だった。同行したメイドのジェーンは三等車に乗車しており、フロッシーから「自分はプリマス列車で戻ってくるから、数時間駅で待っているように」と指示されたと言い、この指示を受けたとき、彼女のコンパートメントに背の高い男の背中が見えたと証言する。ブリストルで一日中待った後、ジェーンはホテルに泊まり、翌日の新聞で殺人事件を知ったという。フロッシーはクロロホルムをかがされた後で刺されており、宝石は無くなっていた。ハリデイは娘のポケットから見つかったロシュフール伯爵のメモをポアロに知らせる。どうやら二人のロマンスが復活していたようだった。
ジャップ警部は、事件当時のキャリントンとラ・ロシュフール伯爵の行動を調べるが、何も手がかりが得られない。フロッシー殺害に使われたナイフがウェストンとトーントンの間の線路脇で発見され、彼女と話したという新聞販売員が事情聴取を受ける。そして、無くなった宝石の1つがレッド・ナーキーという有名な泥棒によって質入れされたことが分かる。彼にはグレイシー・キッドという女性の相棒がいた。ポアロとヘイスティングスはハリデイの家に戻り、ジェーンのトランクからフロッシーのとよく似た服を見つける。ポアロはジェーンこそがグレイシー・キッドであると説明する。ポアロの推理では、彼女とレッド・ナーキーは、列車がブリストルに到着する前にフロッシーを殺害したのだろう。彼女がジェーンにブリストルで待つように指示したという話は嘘であり、それを裏付けるように、ナイフはトーントンの手前で列車から投げ落とされた。グレイシーはブリストルを過ぎたあたりで、被害者と同じような服を着て列車に乗り、新聞販売員から買い物をして注意を引いた。彼女は、殺人が実際よりも遅く起こったように見せかけるアリバイ工作をしていた。

### 料理人の失踪
（原題: The Adventure of the Clapham Cook）（1923年）主人公: エルキュール・ポアロ
ヘイスティングスは新聞からいくつかの事件を紹介するが、ポアロの興味を引くことができない。その中には、銀行員が5万ポンドの有価証券を持ち逃げした事件が含まれている。 そこへトッド夫人なる人物が訪ねてきて、行方不明の料理人イライザ・ダンを探してほしいと依頼する。取るに足らない事件に見えたが、ポアロは議論を避けて引き受けることにする。 中年女性のイライザ・ダンは、2日前にクラパムにあるトッド家から予告なしにいなくなり、その日トランクを発送した以外には雇い主と連絡を取っていなかった。
ポアロがこの家のメイドに話を聞くと、トランクは予めパッキングされており、イライザは意図して家を出たことがわかる。この家の他の住人は、市内で働くトッドと下宿人のシンプソンで、彼は5万ポンドの有価証券を持って失踪したと新聞で報道されていた容疑者デイヴィスと同じ銀行に勤めている。 ポアロはこの偶然の一致に驚きながらも、逃亡した銀行員と行方不明の料理人との間に関連性を見出すことができない。  ポアロは新聞各紙にイライザの行方を尋ねる広告を掲載し、数日後、彼女の居場所を突き止めることに成功する。 ポアロが彼女を訪ねると、彼女はカーライルにある屋敷と年間300ポンドという遺産を相続し、相続の条件は奉公人の仕事を直ちに辞めることだったと明かす。この遺産は、ある晩、彼女がトッド家に戻る道で声をかけてきた髭面の男から伝えられたもので、オーストラリアに移住して裕福な入植者と結婚した彼女の祖母の友人からのお金だった。数日後、イライザはクラパムから荷物を受け取ったが、紙小包に包まれていて彼女の古いトランクには入っていなかったため、彼女はトッド夫人が怒ってトランクを取り上げたのだろうと思っていた。
ポアロはヘイスティングスを連れて急いでクラパムに戻り、道中で事情を説明する。同僚のデイヴィスの企みを知ったシンプソンは、彼を殺して有価証券を奪い、死体を隠すために古くて目立たないトランクが必要で、そのためにイライザを厄介払いしたのだった。道行く彼女に声をかけたのは、変装したシンプソンだった。ポアロらがクラパムに到着するとシンプソンはすでに姿を消していたが、アメリカ行きの客船に乗ったことが判明する。デイヴィスの遺体が入ったトランクはグラスゴーの鉄道駅で発見される。ポアロは失踪した料理人と殺人事件の関連性を最も興味深い事件の一つと考え、トッド氏から受け取った報酬の小切手をその思い出として額装する。

### 二重の罪
（原題: Double Sin）（1928年）主人公: エルキュール・ポアロ
名声が広まり過労気味のポアロに、ヘイスティングスは南デボンの海岸リゾート地エバマスでの1週間の休暇に同行し、休養をとることを提案する。滞在4日目、ポワロは劇団員ジョセフ・アーロンズから、ある件で相談があるので北デボン海岸のシャロック・ベイまで来てほしいというメモを受け取る。2人は列車で行くつもりだったが、ヘイスティングスはバスツアーの案内を目にし、渋るポアロを説得してバスにする。
翌日、二人はバスの中で若い女性メアリーと同席する。彼女は叔母の営む骨董品店で働いており、ウッド氏というアメリカ人収集家に購入してもらうための貴重な細密画一式を持参しているという。ポアロたち3人は昼食休憩を共にするが、メアリーは窓の外で男が彼女のスーツケースをバスから降ろすのを見たと言う。実際は彼のスーツケースが彼女のものとよく似ていただけだった。
シャロック・ベイで3人が宿泊すると、メアリーがスーツケースから細密画が盗まれていると言い出す。ポアロがウッド氏に電話をかけてみると、30分前にメアリーの叔母の代理人が細密画を持って訪ねてきたので500ポンドで買い取ったという。ポアロとヘイスティングスはウッド氏を訪ね、彼が対面した代理人は背の高い女性で、中年、白髪、しみだらけの顔、生えかけの口ひげ、という特徴があったと聞く。ポアロは、バスに乗っていた青年ノートン・ケインのアリバイを確認する。
翌日、ジョセフ・アーロンズの問題を解決したポアロとヘイスティングスはメアリーの叔母の骨董店に立ち寄る。ポアロはすぐにこの老婦人が前日ウッド氏を訪問した代理人の正体であると非難し、二人の女性に詐欺をやめるよう告げ、老婦人は同意する。細密画は最初からスーツケースに入っていなかったのだった。盗品となればウッド氏は細密画を返さねばならず、500ポンド儲けることができると彼女たちは踏んでいたのだ。

### スズメ蜂の巣
（原題: Wasps' Nest）（1928年）主人公: エルキュール・ポアロ
夏の夜、大きな家のテラスに座っていたジョン・ハリソンは、エルキュール・ポアロの突然の訪問を喜んで受ける。ポアロは、自分が殺人事件の捜査でこの地を訪れていることを告げるが、殺人はまだ起きておらず、それを防げるに越したことはないと言ってハリソンを驚かせる。そして近くで見かけた木の上のスズメバチの巣に話題を変え、二人はその駆除について話し合う。ハリソンの友人であるクロード・ラングトンが、園芸用の注射器でガソリンを注入して駆除してくれることになった。その際、ポアロは「ラングトンはハリソンに『害虫駆除に使うな』と言っていたのに、地元の薬局の毒物販売記録を見たら、ラングトンが以前青酸カリを購入したことが書かれていた」と話し、「ラングストンを好ましく思うか」と尋ねる。ハリソンは以前ラングトンと婚約までしていた女性モリー・ディーンと婚約していた。ハリソンに対するラングトンの気持ちについて語るうちに、ハリソンはポアロの示唆すなわち警告を感じ取る。ポアロはラングトンの来訪時間を尋ね、その時間に戻ってくると告げ、その場を後にする。
ポアロが約束の時間より前に戻ってくると、ラングトンがまだ巣を残したまま帰っていた。ハリソンは元気そうで、ポアロは彼が無害な洗濯用ソーダを飲んで気分が悪くならなかったかと尋ねてハリソンを驚かせる。ポアロは、最前訪れたときに、ハリソンがポケットに入れていた青酸カリとソーダを交換したことを明かす。ポアロは薬局を出た後ラングトンに会い、ハリソンがガソリンより青酸カリを使うことにこだわったことを彼から聞いた。ポアロは、ラングトンとモリーとのロマンスが再燃したらしいことや、ハリソンがハーレー街の医者から明らかに悪い知らせを受けていた様子を目撃していた。ハリソンは医者から余命2ヶ月と宣告されたことを認める。ハリソンがラングトンを憎んでいる様子を見たポアロは、ハリソンが自殺を図り、ラングトンが自分を殺した罪で絞首刑になるようにしようとしていることを見抜いていた。自分のしたことに後悔したハリソンは、ポアロが訪ねてきて計画を台無しにしてくれたことに感謝する。

### 洋裁店の人形
（原題: The Dressmaker's Doll）
洋裁店に身に覚えのない不気味な人形が現れた。誰かが動かしたわけではないのに気付くと勝手に動いている。

### 教会で死んだ男
（原題: Sanctuary）（1954年）主人公: ミス・マープル
牧師の妻ハーモン夫人は教会で銃傷を受けた瀕死の男と出会う。男は「サンクチュアリ…」と言い残してそのまま息を引き取った。やがて、彼の親族を名乗る夫婦が現れ遺体を引き取りにくるが、怪しいものを感じたハーモンは、遺体の背広に縫い込んであった荷札の預り証のことは話さず、渡さなかった。そして、自身の名付け親であるマープルの下へ相談に行く。

## 映像化作品
名探偵ポワロ
ポワロ役はデヴィッド・スーシェで、吹き替えは熊倉一雄。ポワロが主人公の作品のうち、「潜水艦の設計図」「呪われた相続人」「マーケット・ベイジングの怪事件」を除くすべてのエピソードが映像化されている。「料理人の失踪」は、「コックを捜せ」のタイトルで全70話中の第1話として放送されている。
- 『戦勝舞踏会事件』シーズン3 エピソード10（通算第29話） イギリス1991年放送、 日本1992年放送
  - クリス・デビッドソン: ナサニエル・パーカー - 俳優
  - ココ・コートニー: ヘイドン・グウィン - 女優
  - クロンショー卿: マーク・クラウディ - 大富豪
  - ユースタス・ベルテン: デヴィッド・ヘンリー - クロンショー卿の伯父

- 『クラブのキング』シーズン1 エピソード9（通算第9話） イギリス1989年放送、 日本1990年放送
  - ヴァレリー・サンクレア: ニーヴ・キューザック - 踊り子
  - ヘンリー・リードバーン: デビッド・スイフト - 殺された映画会社の経営者
  - バニー・サンダース: ジョナサン・コイ - 映画監督
  - ポール王子: ジャック・クラフ - ヴァレリーの婚約者
  - オランダー夫人: アヴリル・エルガー - リードバーンの隣人

- 『二重の手がかり』シーズン3 エピソード17（通算第26話） イギリス1991年放送、 日本1992年放送 原作と異なり、ポアロと伯爵夫人が恋愛感情を抱くストーリーになっている。
  - ヴェラ・ロサコフ: キカ・マーカム - ロシアの伯爵夫人
  - マーカス・ハードマン: デヴィッド・ライオン - 盗難の被害者
  - バーナード・パーカー: デヴィッド・バンバー - 被害者の知人の若者
  - ベアトリス・ランコーン: チャーミアン・メイ - 公爵夫人
  - マーティン・ジョンストン: ニコラス・セルビー - 富豪

- 『コーンワルの毒殺事件』シーズン2 エピソード4（通算第14話） イギリス1990年放送、 日本1990年放送
  - アリス・ペンゲリー: アマンダ・ウォーカー - 事件の被害者
  - エドワード・ペンゲリー: ジェローム・ウィリス - アリスの夫の歯科医
  - ジェイコブ・ラドナー: ジョン・ボウラー - アリスの姪の婚約者

- 『プリマス行き急行列車』シーズン3 エピソード4（通算第23話） イギリス1991年放送、 日本1991年放送
  - フローレンス（フロッシー）・キャリントン: シェラフ・マクラウド
  - ルパート・キャリントン: ジュリアン・ワダム
  - ゴードン・ハリデイ: ジョン・ストーン
  - ロシュフォール伯爵: アルフレッド・マイケルソン

- 『コックを探せ』シーズン1 エピソード1（通算第1話） イギリス1989年放送、 日本1990年放送
  - アーネスティン・トッド: ブリジット・フォーサイス - 事件の依頼人
  - アーサー・シンプソン: ダーモット・クロウリー - トッド家の同居人で銀行員
  - イライザ・ダン: フレダ・ダウィー - 失踪した料理人
  - アニー: ケイティ・マーフィー - トッド家のメイド

- 『二重の罪』シーズン2 エピソード6（通算第16話） イギリス1990年放送、 日本1991年放送
  - エリザベス・ペン: エルズペット・グレイ - 骨董店を営む老婦人
  - メアリー・デュラント: キャロライン・ミルモー - エリザベスの姪
  - J・ベイカー・ウッド: マイケル・J・シャノン - 細密画を買い取ったアメリカ人
  - ノートン・ケイン: アダム・コッツ - バスの乗客

- 『スズメバチの巣』シーズン3 エピソード5（通算第24話） イギリス1991年放送、 日本1991年放送
  - ジョン・ハリソン: マーティン・ターナー - ポワロの旧友
  - モリー・ディーン: メラニー・ジェソップ - ジョンの婚約者
  - クロード・ラングトン: ピーター・カパルディ - モリーの元恋人
  - ベルベデーレ: ジョン・ボスウォール - 謎の男

アガサ・クリスティーの名探偵ポワロとマープル
NHK総合テレビで2004年7月4日から2005年5月15日まで放送されたアニメ。ポワロ役は里見浩太朗。映像化されたのは以下のエピソード。
- 「プリマス行き急行列車」（2005年2月6日・13日に放送）
- 「料理人の失踪」（「消えた料理人」のタイトルで2005年2月27日・3月6日に放送）

「消えた料理人」には、トッド夫人役で赤木春恵、イライザ・ダン役で松原智恵子がゲスト声優として参加。原作にはないオリジナルの展開として、イライザは事件解決後、再びトッド家に戻るという形で物語は完結している。